# 베이스 클라리넷

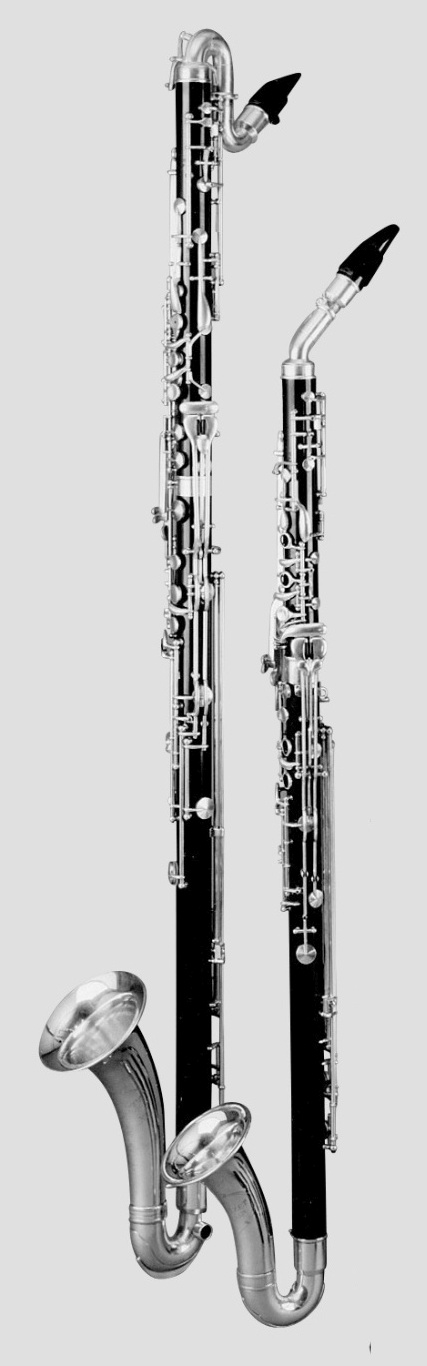
베이스 클라리넷과 바셋 혼, 낮은 C

베이스 클라리넷(bass clarinet)은 클라리넷보다 낮은 음을 내는 악기 중 하나이다.
이것은 가조도 있으나 내림나조가 보통 쓰이며 앞에 말한 내림나조보다 1옥타브가 낮고, 기보음보다 장9도 낮은 음을 낸다. 바순의 낮은음역보다 셈여림의 변화를 하기 쉬워 후기 낭만파 이후의 오케스트라에서는 자주 쓰인다. 이 밖에도 18세기 후반부터 19세기 초엽에 성하여 모차르트가 즐겨 쓴 악기로 유명한 바셋호른, 그와 같은 종류인 클라리넷 다무르, 베이스 클라리넷보다 더욱 1옥타브 낮은 콘트라베이스 클라리넷 등 종류는 많다. 클라리넷은 역사가 짧아 1700년경 독일 사람인 데너(J. C. Denner)가 당시 프랑스에서 유행한 홑서악기(겹서도 있었다) 샬뤼모(chalumeau)를 개량하여 제작한 악기이다. 그 명칭은 음빛깔이 트럼펫 일족인 클라리노를 닮아서 붙여진 것이다. 개량의 중요한 점은 옥타브 키의 개발에 있었고, 이로써 매우 넓은 음역이 가능하여졌다. 이후 많은 개량이 있어 키(key)의 수도 증가하였으나, 19세기 중엽 뵘식의 기구가 채택되어 오늘에 이르렀다. 현재의 악기는 24-27의 구멍과 17-20개의 키를 가지고 있다. 우리 나라에서 알베르트식으로 불리는 것은 19세기 초 독일 사람 뮐러에 의하여 개량된 기구의 계열을 인용한 것이다. 클라리넷족(族)은 완전한 조옮김악기의 한 족이다. 즉 극히 여러 가지 조(調)의 관(管)이 있음에도 불구하고 모든 것은 동일한 운지법으로 연주할 수가 있다. 키의 조작은 복잡하여 운지법은 어려우나 어느 한 가지의 클라리넷을 마스터하면 다른 관은 그와 같게 다룰 수가 있다. 주법에도 프랑스식, 독일식, 미국식이 있으며, 특히 입술을 쓰는 법이 다르다. 셈여림의 변화에 관하여서는 관악기 중 유일한 것이며, 많은 효과를 올릴 수가 있다.